# Bayano (řeka)

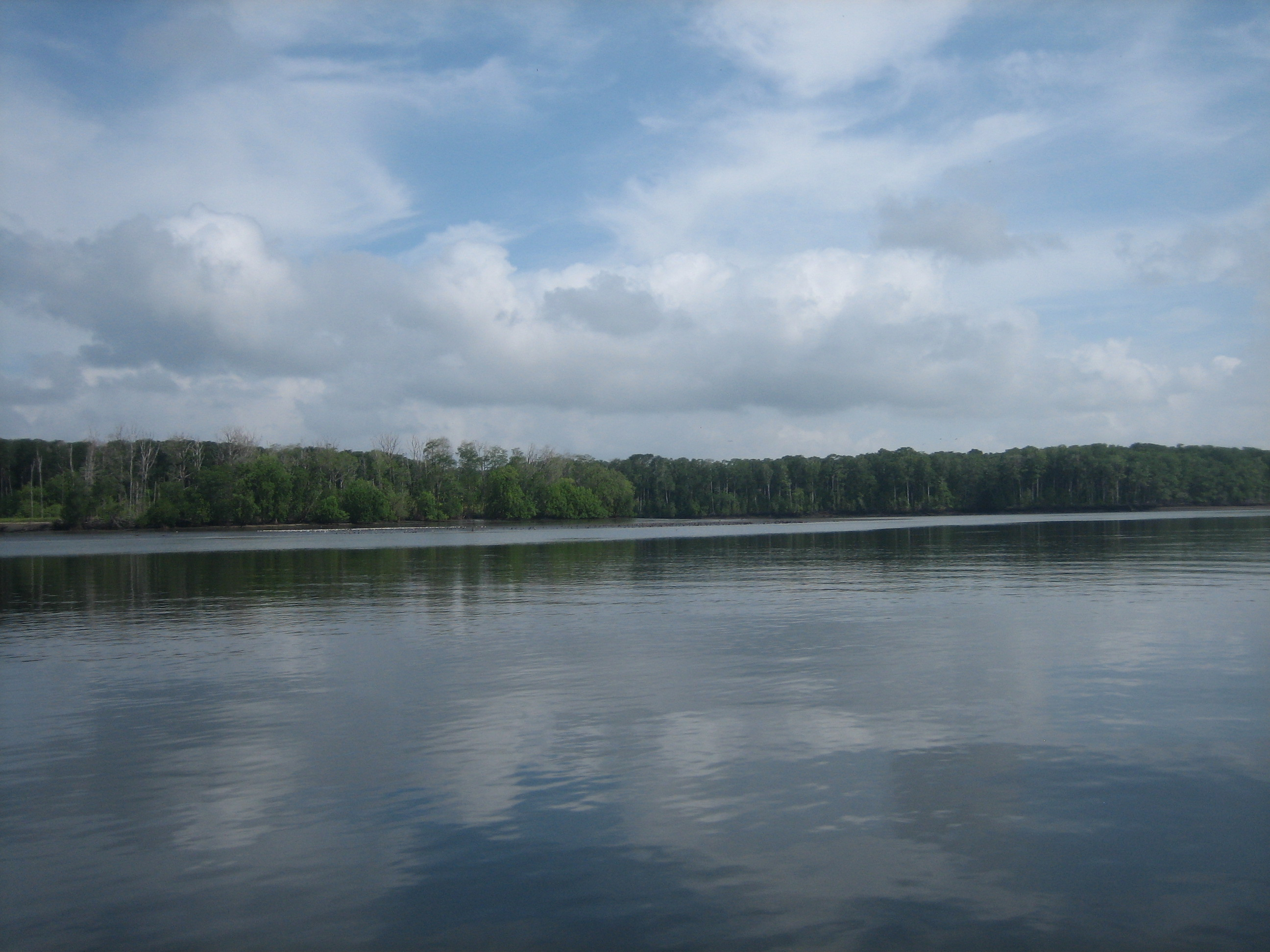
Obrázek řeky Bayano v okrese Chepo.

Bayano (též Chepo) je významná řeka ve východní části Panamy. Pramení v pohoří Cordillera de San Blas a ústí do Panamského zálivu přibližně 50 km od Ciudad de Panamá. Je dlouhá 215 km a její povodí má rozlohu 4984 km². Roku 1976 byla na řece dokončena údolní hráz společně s hydroelektrárnou, čímž zde vznikla stejnojmenná přehradní nádrž Bayano, která je největší v celé Panamě.
Řeka je pojmenována po Bayanovi, vůdci největší otrocké vzpoury v Panamě ze 16. století.